# یحیی وهابی
یحیی وهابی (انگلیسی: Yahia Ouahabi؛ زادهٔ ۲۰ ژانویهٔ ۱۹۴۰) بازیکن فوتبال اهل الجزایر بود.
از باشگاه‌هایی که در آن بازی کرده‌است می‌توان به باشگاه فوتبال سن-اتین و باشگاه فوتبال القبائل اشاره کرد.
وی همچنین در تیم ملی فوتبال الجزایر بازی کرده‌است.